# برانكو شميت
برانكو شميت (بالكرواتية: Branko Schmidt)‏ (و. 1957  م) هو مخرج أفلام، وكاتب سيناريو من كرواتيا، ويوغوسلافيا، ولد في أوسييك.

## وصلات خارجية
- برانكو شميت على موقع IMDb (الإنجليزية)
- برانكو شميت على موقع ألو سيني (الفرنسية)
- برانكو شميت على موقع أول موفي (الإنجليزية)
- برانكو شميت على موقع قاعدة بيانات الأفلام السويدية (السويدية)
- برانكو شميت على موقع قاعدة بيانات الفيلم (الإنجليزية)
- برانكو شميت على موقع كينوبويسك (الروسية)